# Çayırçukur, Kürtün
Çayırçukur là một xã thuộc huyện Kürtün, tỉnh Gümüşhane, Thổ Nhĩ Kỳ. Dân số thời điểm năm 2008 là 495 người.